# کلاهک یخی قطبی

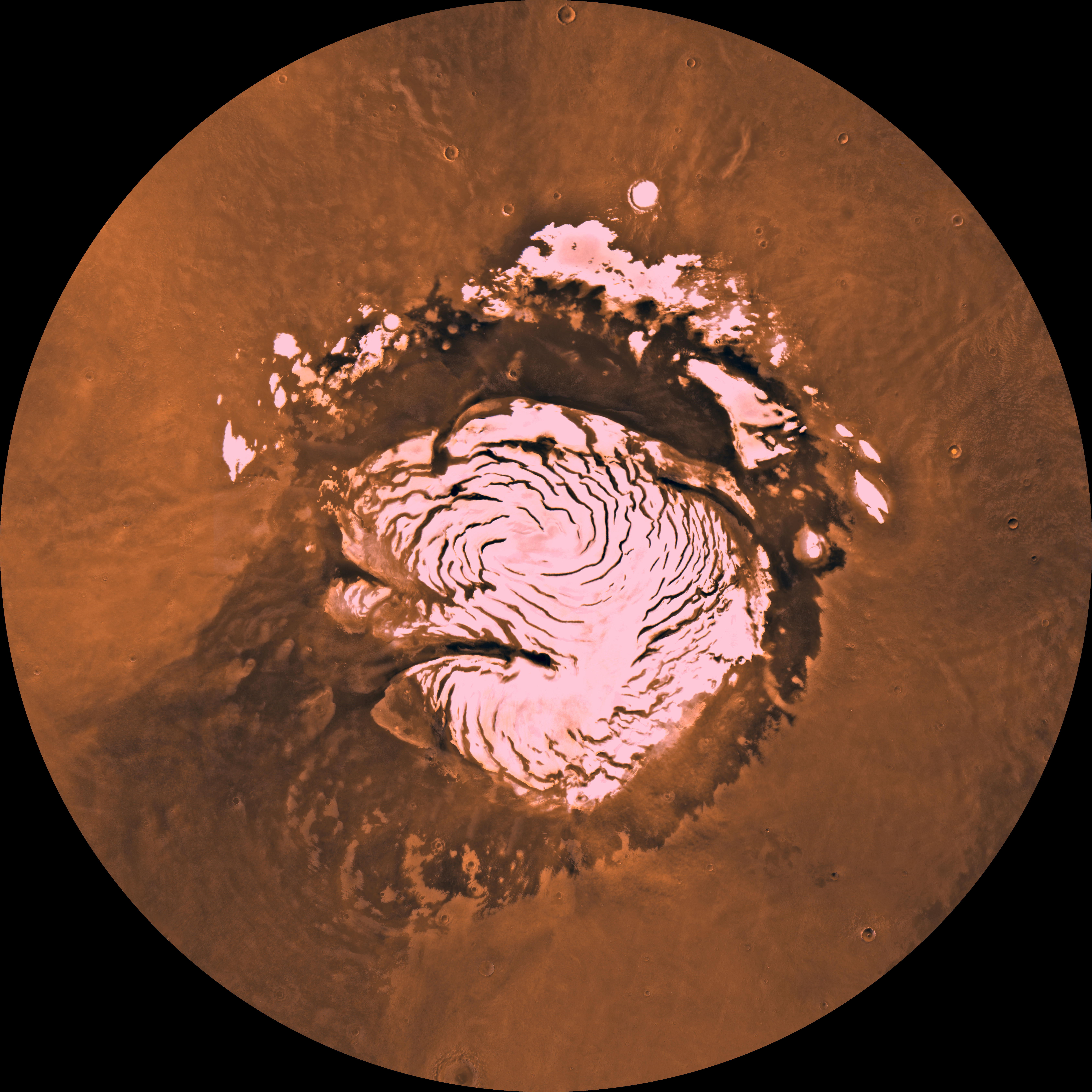
کلاهک یخی مریخ

پوشش دائمی یخ در دو سو یا دو قطب یک سیاره را کلاهک یخی قطبی می‌گویند. در دو قطب سیاره بهرام (مریخ) کلاهک یخی وجود دارد.
دانشمندان مجدداً دلایل به وجود آمدن کلاهک یخی شنال در مریخ را مورد بررسی و تحقیق بیشتر قرار دادند، پس از این بررسی به این نتیجه رسیدند که شکاف موجود در کلاهک یخی بسیار بزرگ حتی بزرگتر از گراندکانیون است که شامل مسیرهای پیچ در پیچ و مارپیچی می‌باشد.
دو دانشمند از دانشگاه تگزاس ایالات متحده آمریکا به نام‌های جک هالت و دیگری ایساک اسمیت اطلاعات آماری به دست آمده از مدارپیمای ناسا MRO را مورد بررسی قرار دادند.

## نگارخانه

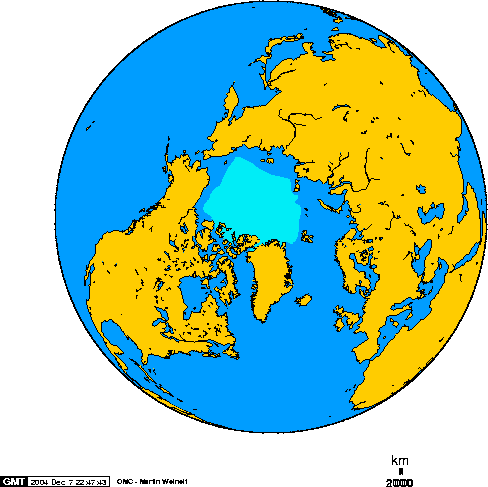
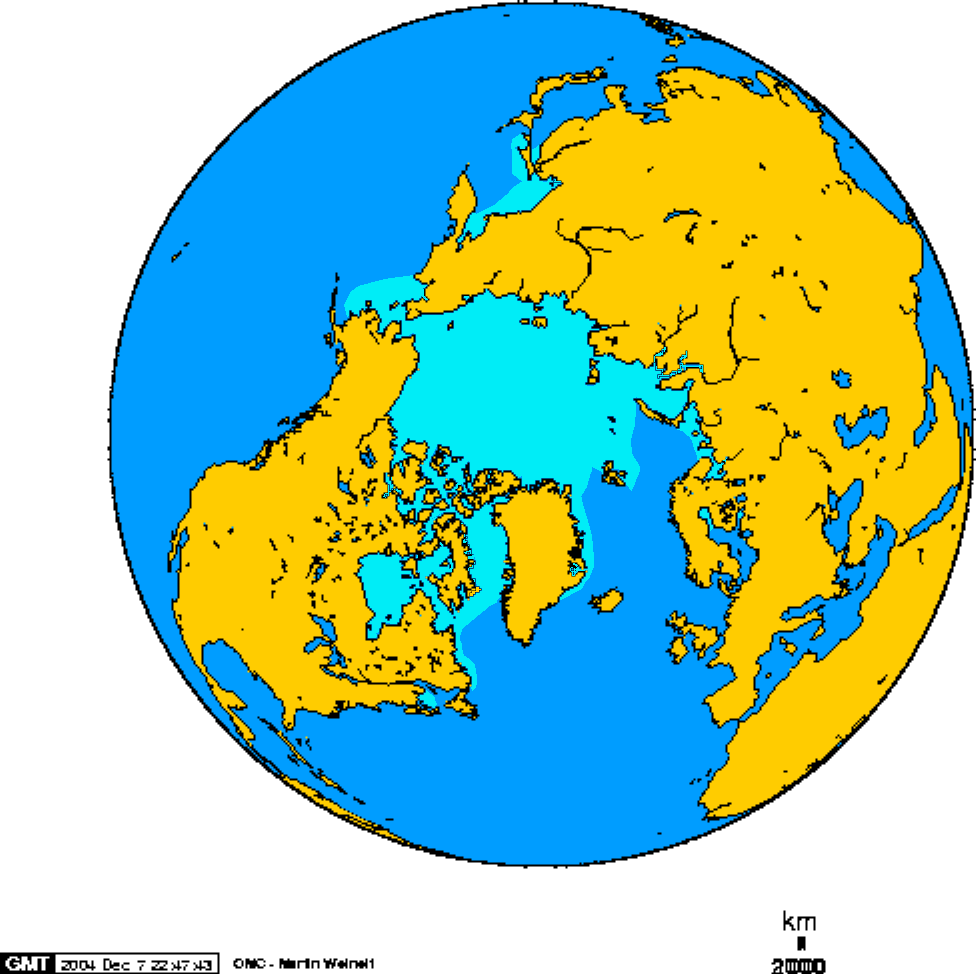
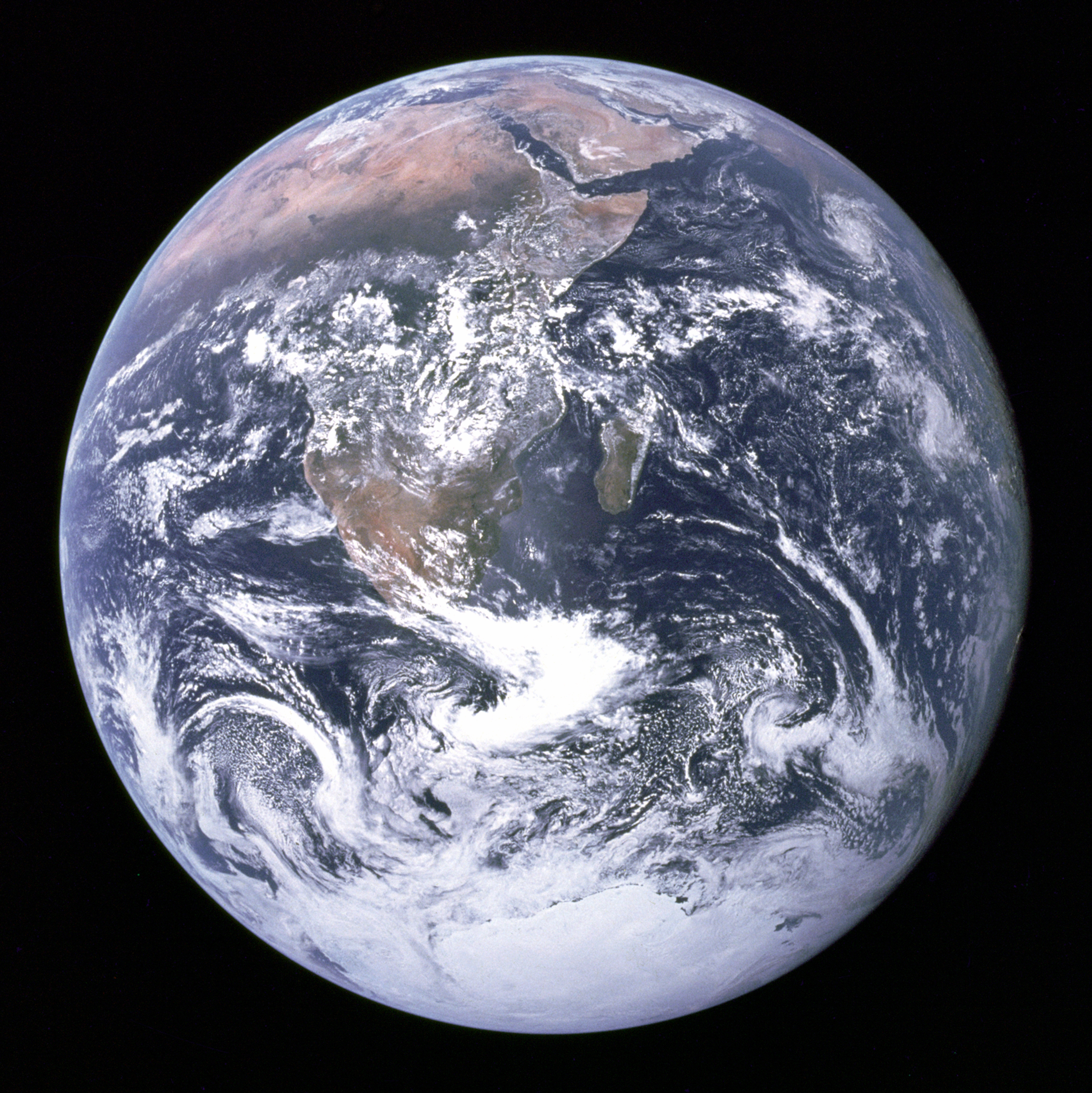